# Gilles Personne de Roberval

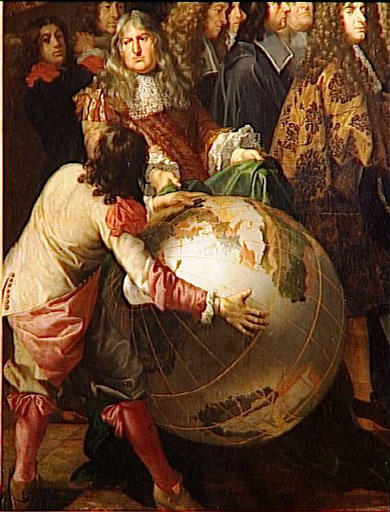
Gilles Personne de Roberval

Gilles Personne de Roberval (n. 8 august 1602 — d. 27 octombrie 1675) a fost un matematician francez cunoscut, mai ales, datorită studierii cicloidei. În 1634 a demonstrat că aria suprafeței aflată sub curba descrisă de mișcarea unui punct pe un cerc, în timp ce cercul face o rotire completă de-a lungul unei linii (cicloida), este exact de trei ori mai mare decât aria cercului respectiv.